# Západní brána (Ipswich)
Západní brána (v anglickém originále West Gate, alternativně Barre Gate), byla brána středověkých hradeb města Ipswiche, města v hrabství Suffolk v Anglii. Brána byla na západním konci dopravní tepny vedoucí v ose východ-západ přes původní osadu Ipswich. Ačkoli byla brána zbořena v 80. letech 18. století, stále se po ní jmenují: West Gate Street, Westgate Ward (část města), a St Margaret's and Westgate Division, Suffolk (volební okrsek).

## Původní jméno
Ve středověku byla brána známá pod jménem Barre Gate, a je tak označena na mapě Johna Speeda z Ipswiche. Latinský ekvivalent tohoto jména – portas barratas – se objevuje na listině z roku 1343.

## Galerie
- Obraz Západní brány od George Frosta
- mapa Ipswiche od Johna Speeda